# Crevedia Mare
Crevedia Mare là một xã thuộc hạt Giurgiu, România. Dân số thời điểm năm 2002 là 5004 người.